# Гризли-Флэтс
Гризли-Флэтс (англ. Grizzly Flats) — статистически обособленная местность в округе Эль-Дорадо, штат Калифорния, США. Население — 1066 человек (2010).

## История
В августе 2021 года пожаром Калдор, который был частью лесных пожаров в Калифорнии 2021 года, было разрушено около 50 зданий в Гризли-Флэтс, включая почтовое отделение и начальную школу. 17 августа был отдан приказ об эвакуации города и окрестных общин, два человека с тяжелыми травмами, полученными в результате пожара, были доставлены по воздуху в больницу.

## Население
По Перепись населения США 2010 года в Гризли-Флэтс проживает 1066 человек.
Расовый состав населения: 954 человека (89,5 %) — белых, 6 (0.6 %) — черных или афроамериканцев, 14 (1,3 %) — коренных американцев, 7 (0.7 %) — азиатов, 2 (0,2 %) — выходцы с тихоокеанских островов, 19 (1,8 %) — другие расы, 64 (6,0 %) — выходцы двух или более рас. Испаноязычных — 96 человек (9,0 %).
По возрастному диапазону население распределилось следующим образом: 235 человек (22,0 %) в возрасте до 18 лет, 54 человека (5,1 %) в возрасте от 18 до 24 лет, 215 человек (20,2 %) в возрасте от 25 до 44 лет, 386 человек (36,2 %) в возрасте от 45 до 64 лет и 176 человек (16,5 %) в возрасте 65 лет и старше. Средний возраст составил 46,8 года. На каждые 100 женщин приходилось 109,4 мужчины. На каждые 100 женщин старше 18 приходилось 106,2 мужчин.